# Comanchería (álbum)
Comanchería es el sexto álbum de la banda de rap Los Chikos del Maíz. El trabajo ve la luz el 4 de octubre de 2019 tras un parón de tres años del grupo, que estaba sumergido es su otro proyecto de Riot Propaganda. El CD cuenta con 14 temas entre los cuales hay múltiples colaboraciones, Kase.O, Zatu de SFDK, David Ruiz cantante de La Maravillosa Orquesta del Alcohol (M.O.D.A.), Ana Tijoux, Monty Peiró, Mistah Godeh, Erick Hervé, La Charli de Machete en boca y Laura cantante del grupo Amaika.
El nombre del disco está inspirado en la película del mismo nombre Comanchería del director David MacKenzie, de hecho la portada es otro guiño a esta película con Toni y Nega imitando a los dos protagonistas del film, Toby y Tanner. Una vez más el grupo nos muestra su amor por el séptimo arte, siempre presente en el nombre de sus trabajos y en las letras de sus canciones.

## Lista de canciones
1. "Intro" (1:54)
2. "El extraño viaje (ft. Ana Tijoux)" (5:02)
3. "Forjado a Fuego" (5:34)
4. "Comanchería" (3:28)
5. "No Pasarán" (5:03)
6. "Senderos de Gloria (ft. Kase.O)" (5:20)
7. "Gente Con Clase (ft. La Charli)" (4:52)
8. "Anatomía de un Asesinato (ft. Monty Peiró)" (4:31)
9. "Grupo Salvaje (ft. Mistah Godeh y Erick Hervé)" (4:53)
10. "Luces de Neón" (3:37)
11. "Curar las Heridas (ft. Laura)" (4:02)
12. "Sin Perdón (ft. Zatu)" (4:57)
13. "Esta Ciudad Es de Mentira (ft. David Ruiz)" (3:43)
14. "Libreros" (8:34)